# Paolo Ciucchi
Paolo Ciucchi (Pelago, 21 gennaio 1968) è un ex calciatore italiano, di ruolo attaccante o ala.

## Carriera
Vanta 5 presenze in Serie A con la maglia Fiorentina, con cui ha esordito il 14 febbraio 1988 in Fiorentina-Empoli (0-0).
Dopo il ritiro, ottiene il patentino Uefa B per allenare, e inizia la sua carriera in ambito giovanile amatoriale. Dopo alcuni anni come allenatore presso U.S. Sales A.S.D. di Firenze, dalla stagione 2023-24 è istruttore presso la scuola calcio della A.S.D. Impruneta Tavarnuzze. 

## Palmarès

### Titoli giovanili
- Torneo di Viareggio: 1

Fiorentina: 1988